# Wurstsalat
La wurstsalat è un piatto freddo tradizionale tedesco, anche diffuso in Svizzera, a base di salsicce affettate condite con ingredienti a piacere. In Germania essa è a base di insaccati, cipolle e aceto. Del piatto esistono alcune varianti come quella "alsaziana" con il formaggio e la Nürnberger wurstsalat, fatta usando insaccati bavaresi. La wurstsalat viene consumata in estate durante i festival della birra e presso i biergarten.